# Línea 126 (Montevideo)
La  línea 126 fue una línea urbana de Montevideo que unía los barrios Ciudad Vieja y Casabó.

## Características
Iniciando su recorrido en la Ciudad Vieja, su destino sobre el día normalmente iba hacia la Terminal Cerro y en la  noche hacia Casabó. En marzo de 2019 se resolvío suprimir sus operaciones, las cuáles fueron sustituida en una parte de su recorrido por la línea L26 hacia Belvedere.

## Recorridos
| Ida: - Colón - Buenos Aires - Liniers - San José - Andes - Mercedes - Avenida Rondeau - General Caraballo - Avenida Agraciada - Capurro - Juan María Gutiérrez - Conciliación - Martín Berinduague - Heredia - Avenida Carlos María Ramírez - Ramón Tabárez - Dr. Pedro Castellino - Zona B (Terminal del Cerro) - Turquía - Haití - Avenida Santín Carlos Rossi - Avenida Carlos María Ramírez - Río de Janeiro - Suecia - Bulgaria - Rusia - Ucrania - Etiopía - Calle 16 - Gambia - Terminal Casabó. | Vuelta: - Calle Gambia - Calle 17 - Etiopía - Ucrania - Rusia - Bulgaria - Suecia - Río de Janeiro - Avenida Carlos María Ramírez - Avenida Santín Carlos Rossi - Doctor Pedro Castellino - Zona C (Terminal del Cerro) - Egipto - Japón - Avenida Carlos María Ramírez - Humboldt - Emilio Romero - Conciliación - Juan María Gutiérrez - Capurro - Avenida Agraciada - Paraguay - Avenida del Libertador - Avenida Uruguay - 25 de Mayo - Juncal - Cerrito |

## Paradas
| IDA (Hacia Casabó): - Juncal - Bartolomé Mitre - Treinta Y Tres - Zabala - 25 De Mayo - Sarandi - Misiones - Ituzaingó - Juan Carlos Gómez - 18 de Julio - Río Branco - Paraguay - Paysandú - Valparaíso - Asunción - Nicaragua - Guatemala - Colombia - Cnel. Fco. Tajes - Gral. Fco. Caraballo - Gral Luna - Entre Ríos - A. García Morales - Dr Evaristo Ciganda - Fco. Urdaneta - Bv. Gral. Artigas - Juan C. Blanco - Av Agraciada - Uruguayana - Coraceros - Juan María Gutiérrez - Francisco Gómez - República Francesa - Del Cid - Aurora - Luis De La Peña - Emilio Romero - Pedro Celestino Bauzá - Ameghino - Carlos Tellier - Ascasubi - José Castro - Heredia - Benito Riquet - Ruperto Pérez Martínez - Humboldt - Camambú - Vigo - Turquía (Tnal. Cerro) - Av Dr Santin Carlos Rossi - Av Dr Carlos María Ramírez - Bogotá - Japón - Berna - Perú - China - Suecia - Polonia - Puerto Rico - Filipinas - Dinamarca - Bulgaria - Rusia - Frente Club Holanda - Etiopía - Guinea - Costa De Marfil - Marruecos - Etiopía - Terminal Casabó | VUELTA (Hacia Ciudad Vieja): - Terminal Casabó - Calle 16 - Marruecos - Camerún - Guinea - Senegal - Ucrania - Bulgaria - Suecia - Dinamarca - Filipinas - Cuba - Puerto Rico - Polonia - Río de Janeiro - China - Perú - Berna - Japón - Bogotá - Av Dr Santín Carlos Rossi - Turquía - Terminal Cerro - Vigo - Concordia - Humboldt - Dionisio Coronel - Baltasar Montero Vidarrueta - Emilio Romero - Heredia - José Castro - Ascasubi - Carlos Tellier - Ameghino - Pedro Celestino Bauzá - Conciliación - Luis De La Peña - Aurora - Del Cid - República Francesa - Francisco Gómez - Capurro - Psje Rossi - Uruguayana - Av Agraciada - Gil - Bv Artigas - José Nasazzi - Pza. Gral. San Martín - Dr. Evaristo Ciganda - S. García Pintos - Santa Fe - Palacio de la Luz - Gral. Pacheco - César Díaz - Torre ANTEL - Nicaragua - Nueva York - Estación Central - Paysandú - Julio Herrera y Obes - Convención - Florida |

## Destinos intermedios
IDA
- Terminal Cerro

VUELTA
- Palacio de la Luz